# Parc Angrignon
Le parc Angrignon, d'une superficie de 97 hectares, est un grand parc de Montréal.
Il est situé dans l'arrondissement du Sud-Ouest de Montréal, dans la partie la plus à l'ouest de Ville-Émard.
La partie sud-ouest, qui est à la limite de LaSalle, est une acéraie. La partie nord-est est une plaine accueillant un bassin artificiel bordé d'arbres d'essences variées.
La station Angrignon du métro de Montréal en occupe une partie.

## Origine du nom
Le parc tire son nom de Jean-Baptiste-Arthur Angrignon (1875-1948), échevin du quartier de Saint-Paul de 1921 à 1934 et membre du Comité exécutif de la Ville de Montréal de 1928 à 1930. Dès 1927, on donne son nom au parc aménagé sur l'ancien terrain de la famille Crawford.

## Histoire
L'histoire du parc remonte à 1926 alors que la Ville loue d'abord le lot 4687 appartenant à la Compagnie des terrains de la banlieue de Montréal, précédemment à la famille Crawford. La Ville acquiert ce lot en 1928 puis le lot 4686 appartenant à la famille Greenshield en 1940.
En 1954, la Ville fait l’acquisition du lot 4685 appartenant à la Corporation of the Protestant Hospital for the Insane (précédemment aux familles Hadley et Cavermill).

### Le zoo
En 1944, on projette d'aménager un zoo d'importance dans le parc. Dix ans plus tard, la firme américaine d'architectes paysagers et ingénieurs McFadzean, Everly and Associates élabore un programme complet. Le zoo serait doté de bâtiments à l'architecture symbolique inspirée des espèces animales. Sur ce terrain de 250 acres (plus de 100 hectares soit plus d'un km2), agrémenté d'une série de bassins, les animaux donneraient l'impression de circuler en liberté. Bien qu'il  n'ait été réalisé qu'en partie, le zoo accueillait, chaque hiver, les animaux du Jardin des merveilles du parc Lafontaine jusqu'en 1989, année où ils sont définitivement relocalisés au moment de la fermeture du Jardin des merveilles.

### Aujourd'hui
Le parc est, au début du XXIe siècle, inspiré par le design des jardins anglais du XIXe siècle, grâce à sa forêt de 20 000 arbres, à ses sentiers tortueux et à son étang entouré de quenouilles.
Il accueille les contemplateurs, marcheurs, cyclistes, piqueniqueurs et autres visiteurs. Le parc compte deux aires de jeu pour les enfants.

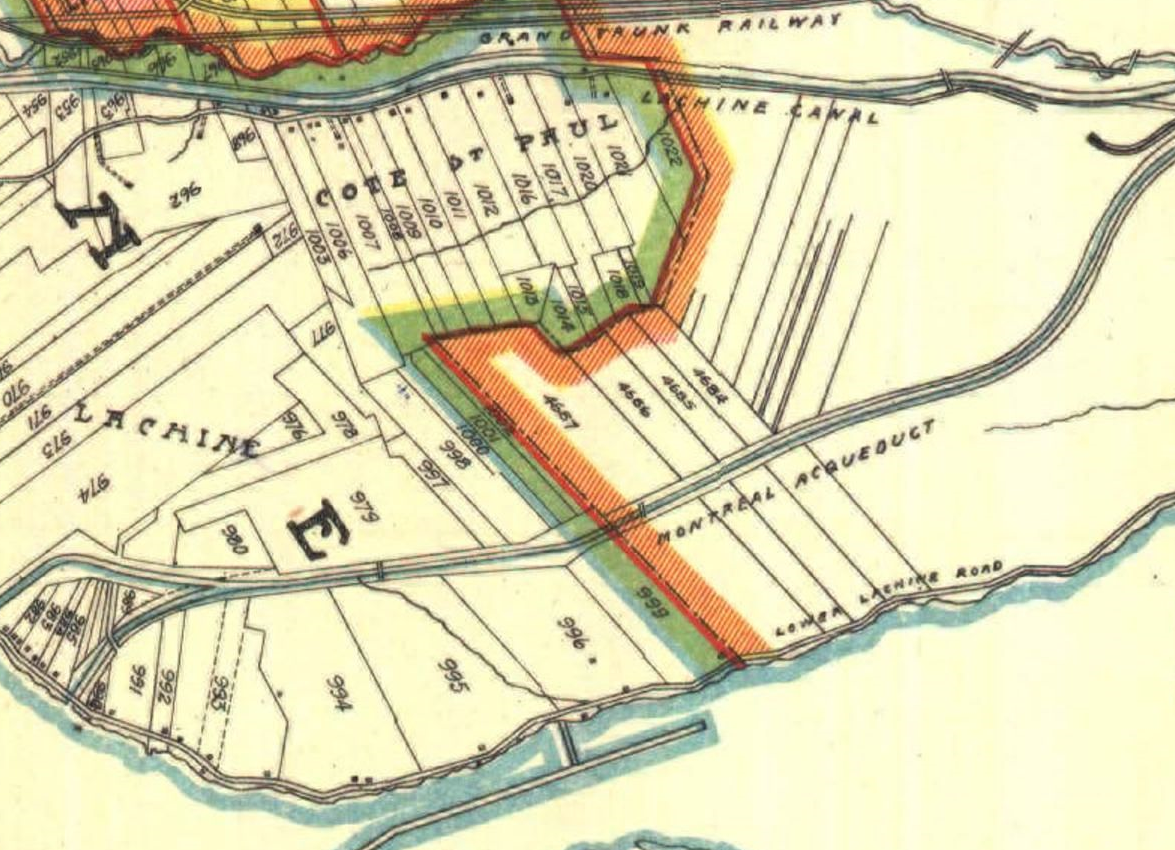
Au centre : lots du parc sur une carte de 1907
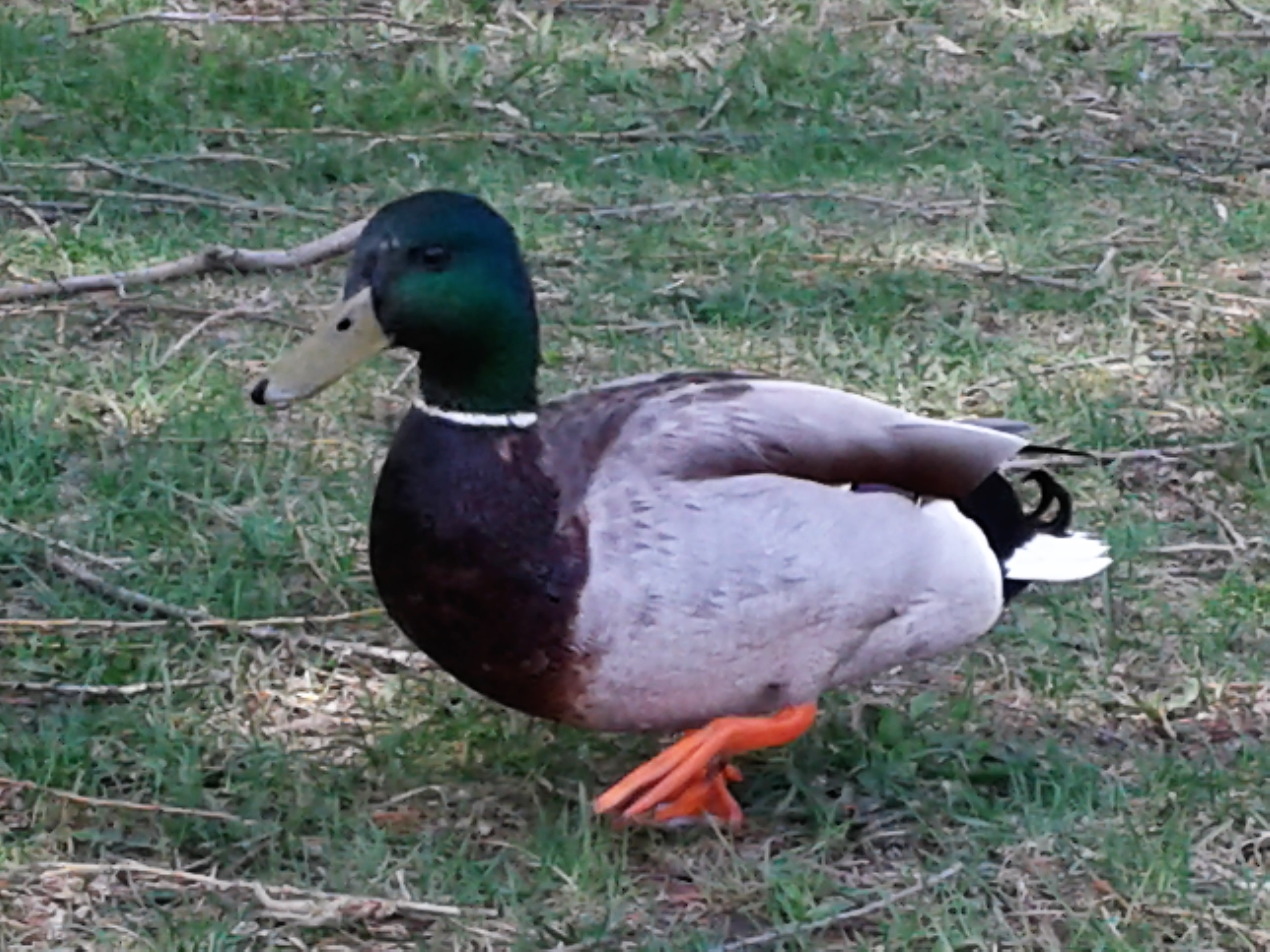
Canard colvert (mâle)
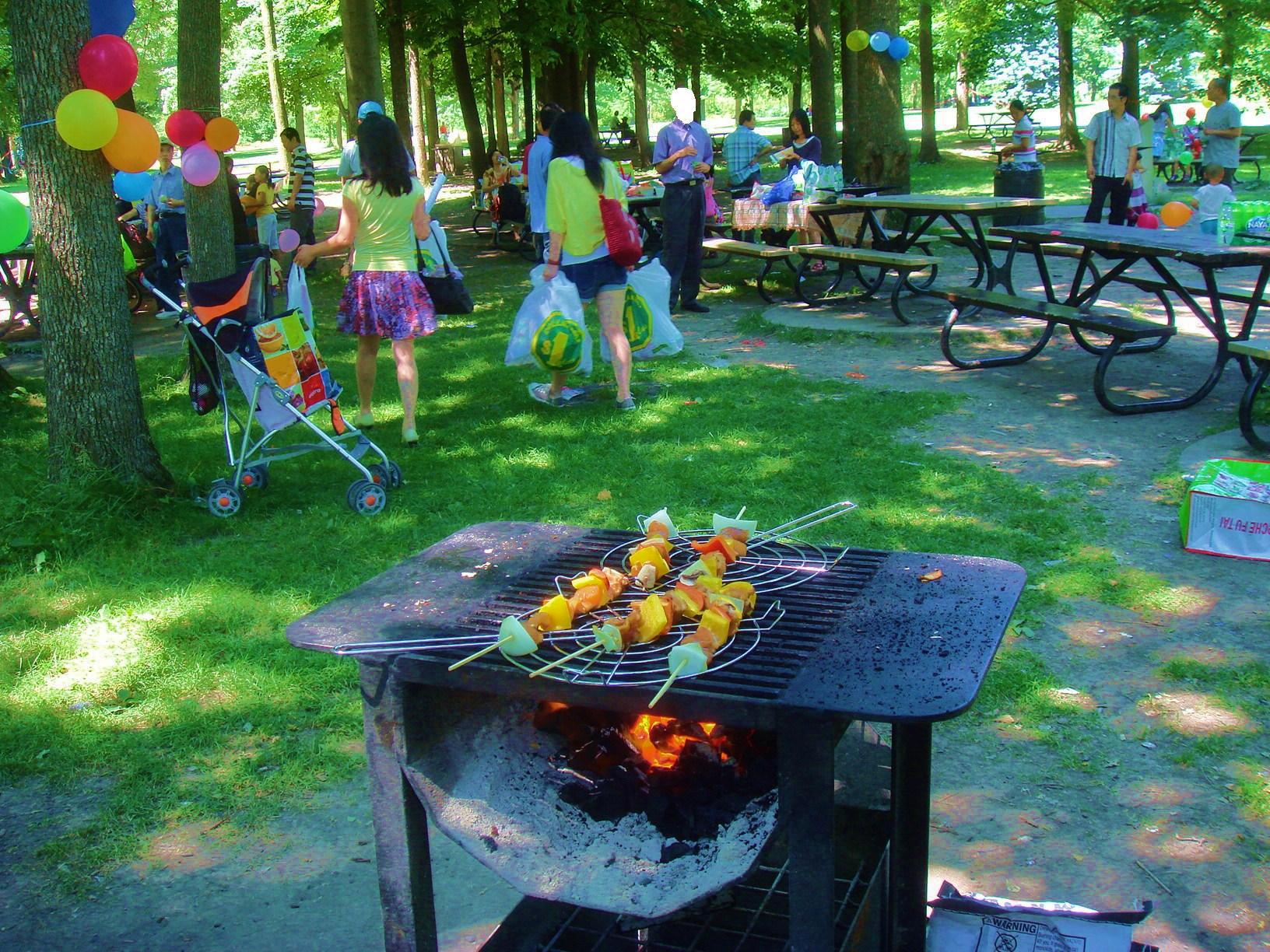
Barbecue
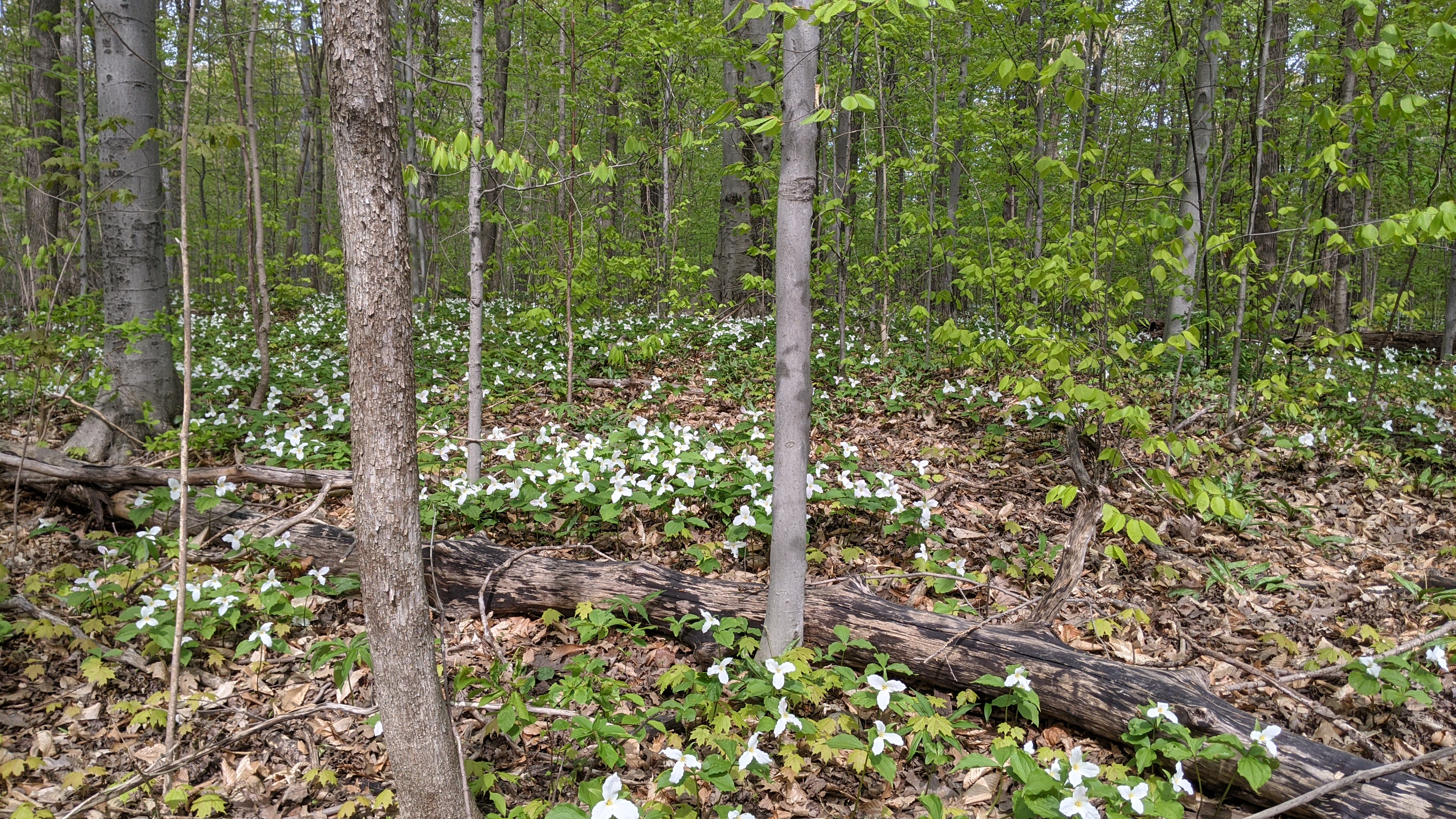
Fleurs printanières (trille blanc) dans la forêt du parc Angrignon

## Carte
|  |